# Бюрнуф, Эжен
Эже́н Бюрну́ф (фр. Eugène Burnouf, 8 апреля 1801 — 28 мая 1852) — известный французский учёный-востоковед, который сделал значительный вклад в расшифровку древнеперсидской клинописи, крупнейший исследователь буддизма середины XIX века.

## Биография
Эжен Бюрнуф родился в городе Париже. Его отец, профессор  Жан-Луи Бюрнуф (1775—1844), был учёным-классиком с хорошей репутацией и автором, среди прочих работ, выдающегося перевода Тацита (6 томов, 1827—1833). Эжен изучал санскрит под руководством А.-Л. Шези, а также китайский язык у А. Ремюза. В 1826 и 1827 годах Эжен Бюрнуф опубликовал два труда, касающихся языка пали, Essai sur le Pali (совместно с Кристианом Лассеном) и Observations grammaticales sur quelques passages de l’essai sur le Pali соответственно.
Затем он занялся расшифровкой авестийских рукописей, привезённых во Францию Анкетиль-Дюперроном. Благодаря его исследованиям европейское научное сообщество впервые получило возможность ознакомиться с авестийским языком. Он добился того, чтобы Vendidad Sade был отпечатан в технике литографии со всей тщательностью с рукописи в Национальной библиотеке Франции, и опубликовал его частями in folio в 1829—1843 годах.
После смерти А.-Л. Шези в 1832 году Бюрнуф заменил его на кафедре санскрита в Коллеж де Франс. С 1833 по 1835 год он публиковал свой комментарий к Ясне, Commentaire sur le Yaçna, l’un des livres liturgiques des Parses.
Примерно в это же время Эжен Бюрнуф сделал важный вклад в расшифровку древнеперсидской клинописи. Копии клинописных надписей из Персеполя были опубликованы Карстеном Нибуром намного раньше, в 1778 году, и некоторые предварительные выводы об этих персидских надписях были уже сделаны другими учёными. В 1836 году Эжен Бюрнуф обнаружил, что первая из надписей содержит список сатрапий Дария. Благодаря данному открытию он смог установить и опубликовать алфавит из тридцати букв, большинство из которых он расшифровал правильно.
Месяцем ранее, друг Бюрнуфа профессор Лассен из Бонна также опубликовал работу по древнеперсидским надписям из Персеполя. Он и Бюрнуф вели оживлённую переписку, и его утверждение о том, что он независимо определил имена сатрапий и посредством этого установил значения персидских символов, вследствие этого подверглось яростным нападкам.
Эжен Бюрнуф опубликовал санскритский текст и перевод на французский «Бхагавата-пураны» (Bhagavata Purana ou histoire poétique de Krichna) в трёх томах (1840—1847). Его последними работами стали «Введение в историю индийского буддизма» (Introduction à l’histoire du Bouddhisme indien, 1844) и перевод Лотосовой сутры (Le lotus de la bonne loi, 1852). В течение двадцати лет он являлся членом Академии надписей и изящной словесности и профессором санскрита в Коллеж де Франс.

## Труды
- Essai sur le Pali (1826)
- Vendidad Sade, l’un des livres de Zoroastre (1829—1843)
- Commentaire sur le Yaçna, l’un des livres liturgiques des Parses (1833—1835)
- Mémoire sur les inscriptions cunéiformes (1838)
- Bhâgavata Purâna ou histoire poétique de Krichna (3 volumes, 1840—1847)
- Introduction à l’histoire du Bouddhisme indien (1844 ; 1876)
- Le Lotus de la bonne loi, traduit du sanscrit, accompagné d’un commentaire et de vingt et un mémoires relatifs au buddhisme (Paris, Imprimerie Nationale, 1852). Reprint: Librairie d’Amérique et d’Orient A. Maisonneuve, Paris, 1973.